# Piliers de Tutelle

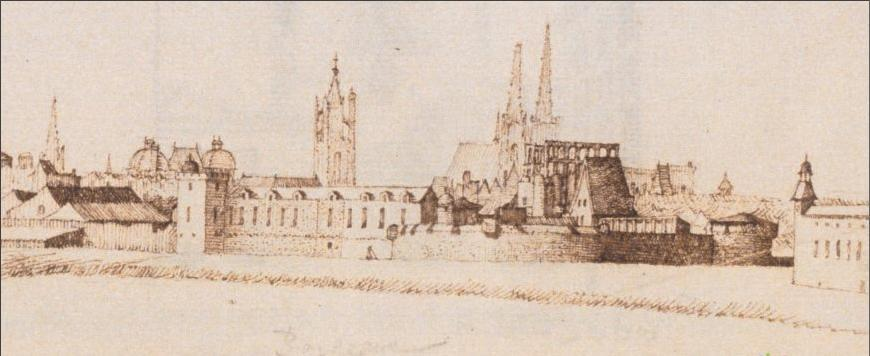
L'importance des piliers de Tutelle dans le panorama bordelais vers 1640 : dessin d'Herman van der Hem.

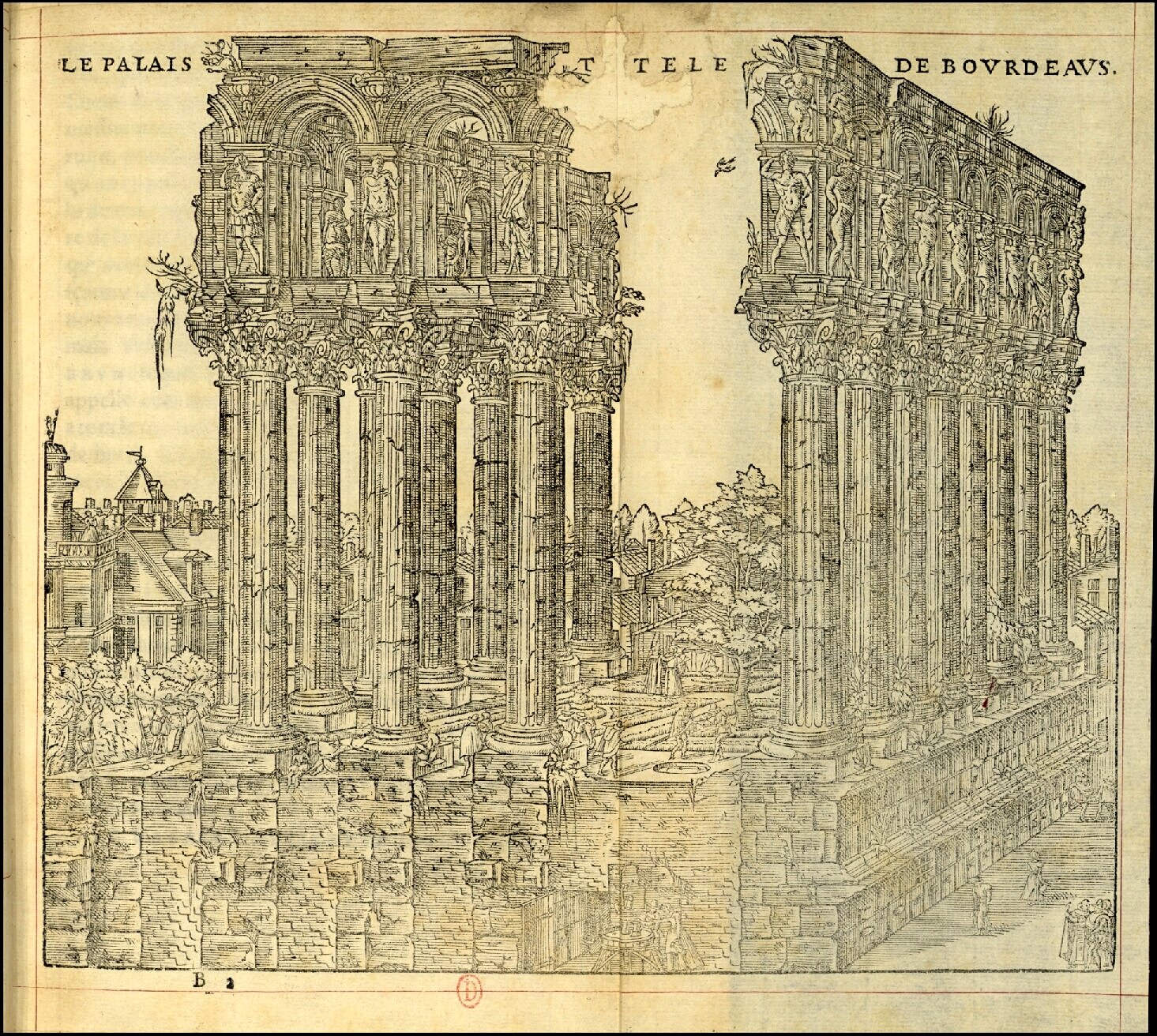
Piliers de Tutelle, gravure de 1565.

Les Piliers de Tutelle étaient un important monument gallo-romain construit au IIIe siècle à l'emplacement approximatif de l'angle sud-ouest du Grand Théâtre de Bordeaux. Il était composé de 24 colonnes surmontées d'une architrave, rehaussées d'un couronnement à arcades orné de caryatides. Il a été détruit en 1677 lors de la transformation du château Trompette en citadelle bastionnée.

## Description
Les Piliers de Tutelle étaient un monument gallo-romain de style sévérien formé de 24 colonnes d'ordre corinthien disposées en rectangle. Le plan, de même qu'une image d'ensemble, nous ont été conservés par l'architecte Claude Perrault (1613-1688). C'était un rectangle de 30 mètres de long et 20 mètres de large. Il était supporté par un double stylobate. Il était entouré de 24 colonnes : 8 sur la longueur et 6 sur la largeur. Elles étaient hautes de 12 mètres, avec 1,35 mètre de diamètre et un entre-colonnement de 2,10 mètres,.
Les chapiteaux des colonnes soutenaient une architrave ; celle-ci faisait un surplomb au droit de chaque colonne pour loger 44 caryatides de 3 mètres de hauteur. Ces caryatides avaient la tête sous les impostes des arcades et au droit de chaque caryatide, il y avait un vase porté par un support élancé ; à leur tour ces arcades soutenaient une autre architrave semblable à la première. À l'intérieur de la construction, existaient également ces mêmes caryatides et ces mêmes vases,.
L'édifice avait une hauteur totale de 26 mètres. L'absence de charpente et de toit est avancée, car des contreforts auraient été nécessaires, vu la hauteur et la largeur de l'édifice,.
Du côté de la ville, 21 marches rattrapaient 3,30 mètres de différence de niveau, tandis que, vers la Garonne, l'aplomb était encore plus important,.
Sous le double stylobate, existait une longue salle voûtée, dont le travail antique subsistait encore au temps d’Élie Vinet (1509-1587).
L’étude de la collection lapidaire conservée au musée d’Aquitaine de Bordeaux a permis de mettre en évidence un ensemble de blocs pouvant appartenir à une élévation du monument telle que décrite par Claude Perrault. Ces blocs sont des morceaux de colonnes adossées à un mur, qui pourraient appartenir à une cella, ce qui attesterait d'une fonction religieuse de l'édifice.

## Historique
Les Piliers de Tutelle ont été construits à la fin du IIe ou au début du IIIe siècle sous la dynastie des Sévères qui a apporté une période de prospérité dont Bordeaux a profité,.
Ils ont été longtemps considérés comme un temple dédié à la déesse tutélaire de la ville, d'où le nom qui leur avait été donné. Mais l'absence notoire de charpente et de toit fait plutôt penser à une partie du forum de la ville romaine. D'autant plus qu'il était situé sur le point le plus haut de la ville, dominant le fleuve et son port. Or, des fouilles récentes, de 2003, permirent de découvrir un péribole, ce qui atteste qu'il s'agit bien d'un temple.
Au milieu du IXe siècle, le géographe arabe Al Himyari décrit pour la première fois ce monument : au nord de Bordeaux, se trouve un édifice que l’on voit de loin et qui repose sur de hautes et épaisses colonnes : c’était le palais de Titus.
Le bâtiment, déjà en mauvais état, fut rasé définitivement en février 1677 par Vauban sur ordre de Louis XIV qui souhaitait, après les troubles de la Fronde et une sanglante révolte du peuple, dégager le glacis du château Trompette afin de faciliter le tir des canons sur la cité rebelle.
Les Piliers de Tutelle sont à présent recouverts par la place de la Comédie. Ils étaient situés à l'extrémité occidentale de la terrasse du Grand Théâtre, vis-à-vis de la rue Mautrec. Il ne reste que des gravures et une rue qui porte ce nom.